# Cirque Ringling Brothers
Le cirque Ringling Brothers, en anglais : Ringling Brothers Circus, également appelé Ringling Bros. World's Greatest Shows, est un cirque fondé à Baraboo dans le Wisconsin aux États-Unis, en 1884, par cinq des sept frères Ringling : Albert, August, Otto (en), Alfred T., Charles (en), John (en) et Henry. 

## Histoire
Les frères Ringling étaient les fils d'un immigrant allemand, August Frederick Ruengling, qui a pris le nom de Ringling, une fois en Amérique. Alf T., Charles, John et Henry sont nés à McGregor en Iowa, où la famille Ringling a vécu, durant douze ans, de 1860 à 1872. La famille a ensuite vécu à Prairie du Chien dans le Wisconsin puis elle déménage à Baraboo, en 1875. 
En 1907, les Ringling Brothers acquièrent le Barnum & Bailey Circus, avec lequel ils fusionnent, en 1919, pour devenir Ringling Bros. and Barnum & Bailey Circus, présenté comme le plus grand spectacle au monde.
Le Ringling Bros. and Barnum & Bailey Circus a fermé ses portes le 21 mai 2017, à la suite d'une baisse de fréquentation et de coûts de fonctionnement élevés,.

### Source de la traduction
- (en) Cet article est partiellement ou en totalité issu de l’article de Wikipédia en anglais intitulé « Ringling Brothers Circus » (voir la liste des auteurs).